# Подлехник
Подлехник (словен. Podlehnik) — поселення в общині Подлехник, Подравський регіон‎, Словенія.